# Willa Lewina we Wrocławiu
Willa Lewina – zabytkowa willa znajdująca się przy alei Akacjowej 12 we Wrocławiu, obecnie wraz z willą przy posesji nr 10, stanowi siedzibę British International School of Wroclaw (BISC).

## Historia posesji
Teren na którym znajduje się posesja nr 12, jeszcze w drugiej połowie XIX wieku, należał do wsi Borek (obecnie dzielnica Wrocławia). W 1871 roku, berlińska spółka H. Quistrop & Co. wykupiła 100 mórg ziemi od właściciela wsi Szpitala Świętej Trójcy, w celu wybudowania ekskluzywnego osiedla. W 1872 roku sporządzono plan parcelacji terenu; wytyczone ulice miały nazwy pochodzące od gatunków drzew. Parcela nr 12 była wytyczona u zbiegu ulic Akacjowej i obecnie Alei Jaworowej; w XIX i na początku XX wieku posesja miała dodatkowy adres Aleja Jaworowa 18/20. Na wschód od posesji znajdował się ogród. 
Pierwszy budynek został wzniesiony dla malarza J. A. Marschalla w 1872 roku lub dla Paula Friedenthala. Jego projektantem i wykonawcą był Julius Neugebauer. Willa była dwukondygnacyjnym budynkiem o trzytraktowym układzie konstrukcyjnym. Front budynku skierowany był do ulicy Akacjowej. Od tej strony zaprojektowano trzy pokoje a od strony ogrodu dwa pokoje i klatkę schodową. Pomiędzy traktami znajdował się korytarz łączący sień wejściową. Pomieszczenia na I piętrze miały podobny układ z dodatkowym pomieszczeniem nad sienią. W części piwnicznej znajdowała się kuchnia z pomieszczeniami gospodarczymi oraz łazienka i pokoje dla służby. Część sutenery znajdowała się nad ziemią a na nią ustawiono podstawową bryłę budynku i pokryto go dachem pulpitowym. W części zachodniej i północnej elewacje ozdobione były ryzalitami a od strony wschodniej, ogrodowej, werandą. W zachodniej elewacji dwukondygnacyjny ryzalit znajdował się w jej osi; w części parterowej był przeszklony a na drugiej kondygnacji przybierał formę balkonu z zadaszeniem wspartym na czterech słupach. Północny ryzalit, w którym znajdowało się wejście do budynku miał formę wieży z belwederem pokrytym namiotowym daszkiem. Elewacja pokryta była boniowanymi pasami, kondygnacje wydzielał gzyms międzypiętrowy a całość zamykał gzyms koronujący i attyka. Od wieży odchodziła brama wjazdowa, która łączyła się z budynkiem gospodarczym, rozbudowanym w 1904 roku do szerokości i wysokości domu mieszkalnego. Całość utrzymana była w stylu neorenesansu.            

## Willa Ehrlicha - architektura

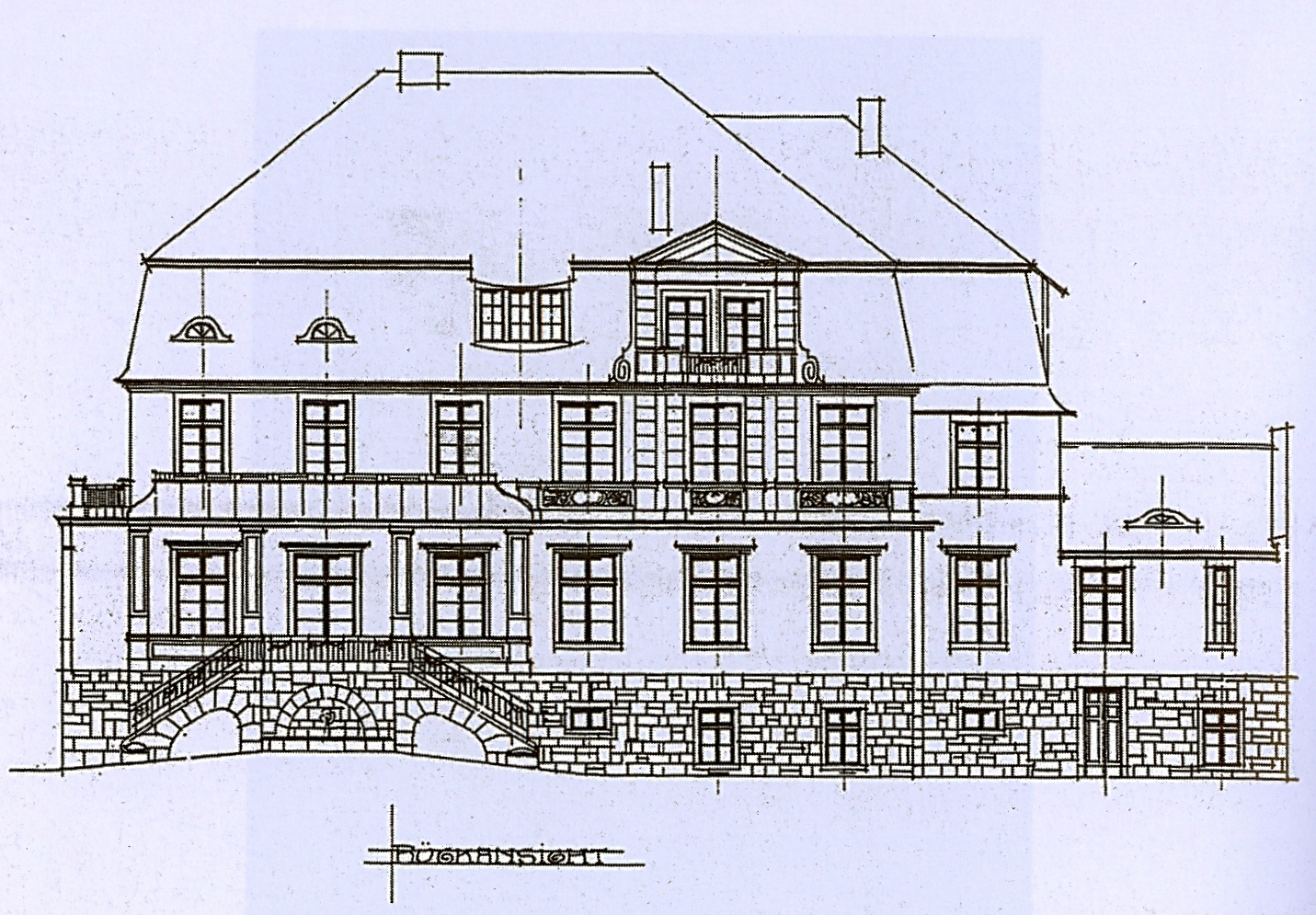
Projket willi - widok od strony ogrodu

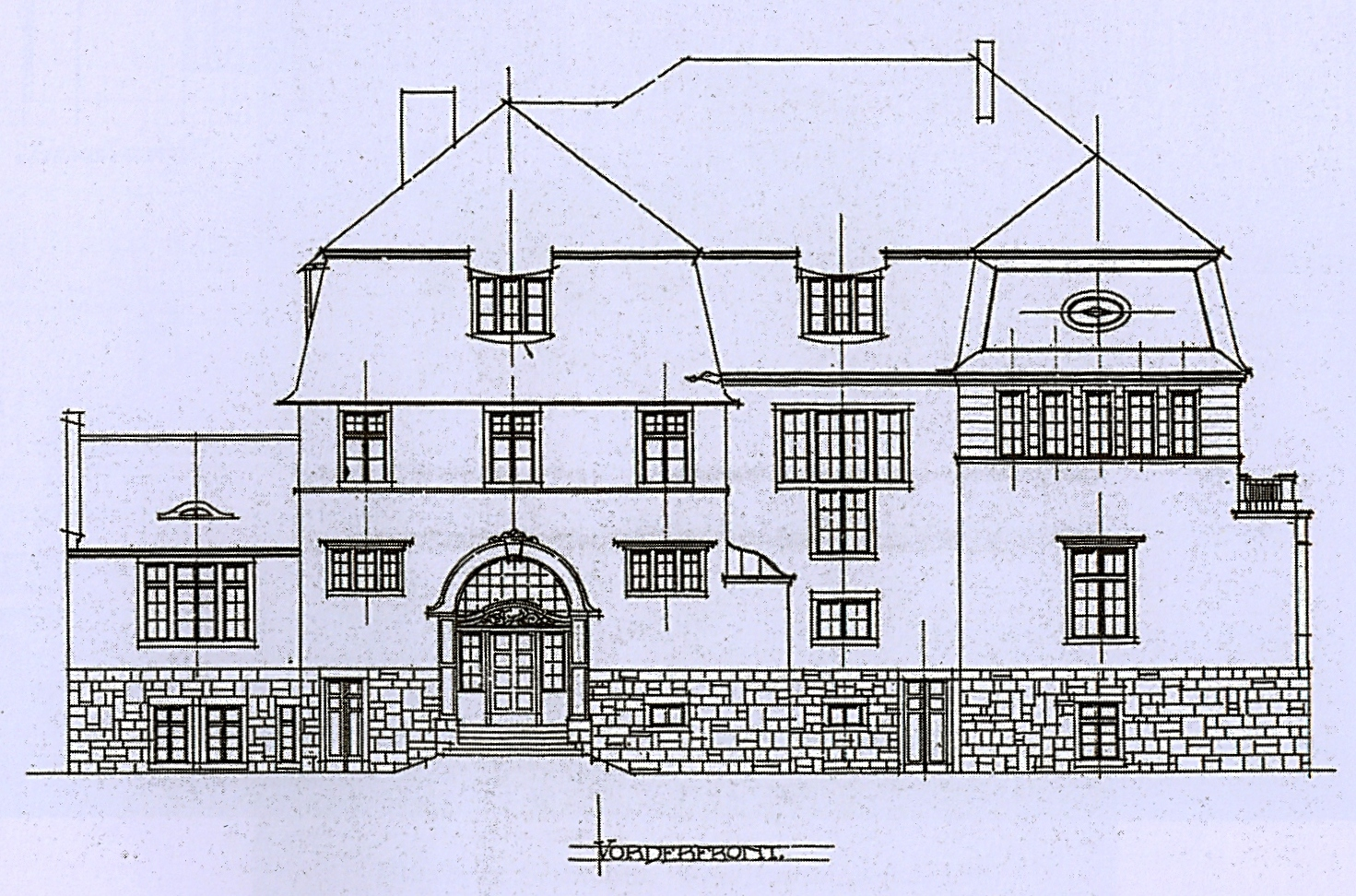
Projket willi - widok od frontu

W 1907 roku willa została wyburzona a w jej miejsce rozpoczęto wznoszenie nowego domu mieszkalnego. Nowy właściciel, wicekonsul Brazylii, radny Fritz Erlich, projekt nowej willi powierzył znanej firmie prowadzonej przez braci Richarda i Paula Ehrlichów. Realizację projektu powierzono firmie Lolat Eisenbeton Breslau A.G. specjalizującej się w konstrukcjach żelbetonowych. Projekt ukończono w 1908 roku.  
Nowa, dwupiętrowa willa z użytkowym poddaszem, została wybudowana podobnie jak poprzednia na nadziemnej części sutereny. W tej części zaprojektowano pomieszczenia pralni, magla, kotłownię, składy i mieszkanie dozorcy. Na parterze w większości części umieszczono pokoje dzienne a w pozostałej kuchnię z pomieszczeniami pomocniczymi oraz gospodarczą klatkę schodową. Część mieszkalna podzielona była na dwie części: w zachodniej umieszczona była sień wejściowa i garderoba połączona z dużym dwupoziomowym holem ze schodami prowadzącymi na drugą kondygnację. Tę część pasma budynku zamykał pokój muzyczny połączony ze wschodnią częścią willi, w której znajdował się gabinet właściciela, otwarty pokój dzienny połączony z sąsiednimi pokojami i jadalnia. Druga kondygnacja zaprojektowana była nad częścią mieszkalną parteru i mieściła się w niej główna sypialnia z łazienką i garderobą, pokój śniadań, pokój córki, pokój służbowy i gościnny. Cały budynek pokryty był rozłożystym dachem mansardowym podzielony wykuszami i ryzalitami. Od strony ogrodu znajdowała się osłonięta weranda z dwustopniowymi schodami. Część niższa budynku miała formę jednokondygnacyjnej przybudówki i pokryta była łamanym dachem. W części cokołowej budynku elewacja pokryta była okładzina kamienną; wyższe partie były otynkowane a narożniki zaakcentowano wykonanymi w tynku boniowaniem. Urozmaicenie kompozycyjne nadawały różnej wielkości okna szczeblinowe; w części ogrodowej okna miały podokienne płyciny.            
W 1910 roku w willi zaprojektowano windę gospodarczą. 

## Willa Lewina
W 1917 roku lub w 1921 willę zakupił kupiec i kolekcjoner Leo Lewin, współwłaściciel fabryki m.in. płaszczy i futer. Po jego zakupie Lewin zlecił zmianę wystroju wnętrz architektowi Oskarowi Kaufmannowi, projektantowi kilku berlińskich teatrów. Wnętrza były urządzone z wielkim przepychem: na intarsjowanych masą perłową ścianach znajdowały się sceny przejścia wojny do pokoju. Był to prawdopodobnie wyraz patriotyzmu właściciela i chęć, choć w niewielkim stopniu, zmniejszenia poczucia winy za swój udział w I wojnie światowej. Do prac remontowych trwających cztery lata zatrudniony został m.in. Cesar Klein, twórca witraży, mozaik, intarsji i dekoracyjnych jedwabnych tapet jakimi udekorował ściany posiadłość. Na zachowanych zdjęciach wnętrz willi można zauważyć liczne płaskorzeźby, mozaiki o skomplikowanych wzorach, haftowane jedwabiem obicia, stiukowe dekoracje na sufitach i wielkie żyrandole. Gabinet pana domu był urządzony w tematyce hippicznej: kominek ozdobiony był płaskorzeźbioną figurą jeźdźca, na lampie znajdowały się sceny polowania. Jedynym obrazem w pomieszczeniu był portret Konrada Fieldera, niemieckiego teoretyka sztuki, autorstwa Hansa von Maréesa z 1879 roku.  W pokoju muzycznym zaprojektowana została specjalna nisza, w której eksponowano kilka obrazów mniejszego formatu ozdobionych kosztownym obramowaniem wykonanym z bursztynu i kości słoniowej. Poniżej zostały ustawione figurki z cyklu "Mały park zwierzęcy" autorstwa rzeźbiarza Augusta Guala. W sieni, w specjalnie zaprojektowanej niszy, miały znajdować się rzeźby których wykonanie zlecono Ernstowi Barlachowi; z powodu problemów finansowych jakie przechodził Lewin w 1921 roku zlecenie nie została zrealizowane.      
W ogrodzie na tyłach domu, w 1919 lub w 1920 roku, August Gual stworzył fontannę z łabędziem oraz wspomniane figurki z cyklu „Mały park zwierzęcy” składający się z piętnastu figurek zwierzęcych; w 1931 roku sprzedanych do berlińskiej Galerii Narodowej za 12 500 marek. Prócz rzeźb Guala, willa ozdobiona była pracami Kolbego, Lehmbrucka i Barlacha. W 1929 roku wykonana została przebudowa wnętrz na poddaszu według projektu Maxa Mathisa; jego tez fima budowlana wykonała projekt. 
Willa Lewina stała się popularnym miejscem spotkań artystów, m.in. bywał tam Slevogt i Liebermann, oraz ludzi związanych ze sztuką i kulturą.  

## Po 1945 roku
Willa w latach 1942-1945 była niezamieszkała. Budynek nie został zniszczony podczas działań wojennych. W 1948 roku otworzono w nim Państwowe Schronisko dla Chłopców oraz Państwowy Zakład Wychowania Zapobiegawczego. Do 2008 roku znajdował się tu Młodzieżowy Ośrodek Wychowawczy im. Wojtka Bellona w skład którego wchodziły: Gimnazjum Specjalne nr 44 dla niedostosowanych społecznie oraz Szkoła Podstawowa Specjalna nr 88 dla niedostosowanych społecznie. Od stycznia 2009 w willi oraz w sąsiedniej willi nr 10 znajduje się tu siedziba British International School of Wroclaw.